# Andrzej Klasik
Andrzej Klasik (ur. 17 grudnia 1943 w Chorzowie) – polski ekonomista, profesor, rektor Górnośląskiej Wyższej Szkoły Przedsiębiorczości im. Karola Goduli w Chorzowie, kierownik Katedry Badań Strategicznych i Regionalnych Uniwersytetu Ekonomicznego w Katowicach; specjalista z zakresu zarządzania strategicznego oraz zarządzania rozwojem lokalnym i regionalnym; ekspert w zakresie przygotowania i wdrażania strategii rozwoju oraz programów operacyjnych.

## Życiorys
W 1966 roku ukończył studia na Wydziale Przemysłu Wyższej Szkoły Ekonomicznej w Katowicach, a w roku 1969 za pracę pod tytułem „Analiza wzrostu i przemian strukturalnych gospodarki regionalnej” uzyskał stopień doktora nauk ekonomicznych. W 1974 roku otrzymał stopień naukowy doktora habilitowanego nauk ekonomicznych publikując rozprawę pod tytułem „Optymalna struktura przestrzenna a rozwój regionalny”.
Brał udział jako główny konsultant w pracach nad strategiami rozwoju województw Śląskiego i Podkarpackiego.
Autor kilkunastu publikacji zwartych oraz wielu artykułów i referatów naukowych (jego dorobek naukowy liczy ponad 600 publikacji). Koordynator i kierownik dużych projektów i konferencji naukowo-badawczych, w tym projektów i konferencji międzynarodowych. Konsultant i doradca samorządów terytorialnych oraz organizacji gospodarczych i samorządu gospodarczego.
Ważniejsze funkcje i pozycje:
- członek Prezydium Komitetu Przestrzennego Zagospodarowania Kraju PAN,
- członek katowickiego oddziału Polskiej Akademii Nauk,
- wiceprzewodniczący Komisji Studiów nad przyszłością Górnego Śląska,
- członek Rady Naukowej Instytutu Śląskiego w Opolu
- założyciel i pierwszy prezes (1989–1991) Związku Górnośląskiego[1]

W roku 2004 zdobył Złoty Laur Umiejętności i Kompetencji w dziedzinie działań edukacyjnych, a w roku 2009 otrzymał Nagrodę im. Wojciecha Korfantego przyznaną przez Związek Górnośląski.

### Ważniejsze publikacje
- Zarządzanie strategiczne rozwojem lokalnym i regionalnym (2001)
- Strategie regionalne. Formułowanie i wprowadzanie w życie (2002)